# День взяття Бастилії (фільм)
«День взяття Бастилії» (англ. Bastille Day), також відомий як «Круті стволи» — бойовик 2016 року Джеймса Воткінса спільного виробництва Франції, Люксембургу і Сполучених Штатів.

## Сюжет
Дія відбувається у Франції, в Парижі за день до святкування Дня взяття Бастилії. Група корумпованих поліцейських на чолі з Рафі Бертраном, усі вони члени французького спецназу RAPID, має намір здійснити пограбування Банку Франції і доручає жінці на ім'я Зої закласти бомбу в офісі Французької націоналістичної партії (як частину плану відволікання для пограбування), але, побачивши, як прибула нічна бригада прибиральників, вона не захотіла вбивати невинних і тому відмовилася від плану. Американський кишеньковий злодій Майкл Мейсон викрадає жіночу сумочку, не знаючи, що в ній міститься вибухівка. Діставши з сумки телефон, він викидає сумку з рештою речей, мимоволі потрапивши на камеру відеоспостереження. Потім вибухівка у сумці детонує і вбиває чотирьох людей. Після того, як агент ЦРУ Шон Браяр затримує Мейсона, той заперечує, що він терорист, і каже Браяру, що в сумці був телефон жінки на ім’я Зої.
Команда Бертрана продовжує підбурювати протести серед ісламського населення, використовуючи агітаційні хештеги в Інтернеті, та переслідувати Браяра, який повірив історії Мейсона та має намір з його допомогою розкрити справу, навіть всупереч наказам свого начальства.

## У ролях
| Актор           | Роль                                                     |
| --------------- | -------------------------------------------------------- |
| Ідріс Ельба     | Шон Браяр                                                |
| Річард Медден   | Майкл Мейсон                                             |
| Шарлотта Ле Бон | Зої                                                      |
| Ерік Ебуані     | Баба, ділок                                              |
| Хосе Гарсія     | Віктор Гамекс, директор антитерористичної служби Франції |
| Келлі Райллі    | Карен Дакр, керівник підрозділу ЦРУ                      |
| Тьєррі Годар    | Ральф Бертран, керівник спецназу RAPID                   |

## Цікавий факт
Фільм вийшов у Великій Британії 22 квітня 2016 року, 13 липня 2016 року у Франції та 18 листопада 2016 року в США. У четвер 14 липня 2016 року, під час святкування Дня взяття Бастилії у Ніцці, уродженець Тунісу Мохамед Булель на вантажівці в'їхав у юрбу — 84 людини загинули, більше 300 було поранено. Наступного дня StudioCanal забрав з ефіру рекламу стрічки і закликав усі кінотеатри Франції разом скасувати її показ.